# Agrotis corticea
Agrotis corticea är en fjärilsart som beskrevs av Ignaz Schiffermüller 1776. Agrotis corticea ingår i släktet Agrotis och familjen nattflyn. Inga underarter finns listade i Catalogue of Life.